# Spezifische Wärmekapazität
Spezifische Wärmekapazität, auch spezifische Wärme, bezeichnet die auf die Masse bezogene Wärmekapazität und ist eine Stoffeigenschaft der Thermodynamik. Sie bemisst die Fähigkeit eines Stoffes, thermische Energie zu speichern.

## Definition und Abhängigkeiten

### Definition und Maßeinheit
Die spezifische Wärmekapazität eines Stoffes in einem bestimmten Zustand ist die Wärme, die einer Menge des Stoffes zugeführt oder entzogen wird, dividiert durch die zugehörige Erhöhung oder Absenkung der Temperatur und die Masse des Stoffes:
{\displaystyle c={\frac {\Delta Q}{m\cdot \Delta T}}}
Dabei ist
- {\displaystyle \Delta Q} die Wärme, die dem Stoff zugeführt oder entzogen wird,
- {\displaystyle m} die Masse des Stoffes,
- {\displaystyle \Delta T=T_{2}-T_{1}} die Differenz von End- und Anfangstemperatur.

Die Einheit der spezifischen Wärmekapazität ist im Internationalen Einheitensystem (SI):
{\displaystyle [c]=\mathrm {\frac {J}{kg\cdot K}} }
Man beachte, dass die Angabe von Temperaturdifferenzen in Kelvin und Grad Celsius denselben Zahlenwert hat.
Beispielsweise beträgt die spezifische Wärmekapazität von flüssigem Wasser etwa {\displaystyle c=4{,}2\,\mathrm {\tfrac {kJ}{kg\cdot K}} }. Das bedeutet, dass man einem Kilogramm Wasser eine Wärme von 4,2 kJ zuführen muss, um es um 1 K bzw. 1 °C zu erwärmen.

### Temperaturabhängigkeit
Im Allgemeinen ist die spezifische Wärmekapazität von Zustandsgrößen abhängig, insbesondere von der Temperatur. Daher gelten Werte, die man in Tabellenwerken findet, stets für eine bestimmte Temperatur, häufig für 25 °C. Messungen der Temperaturabhängigkeit {\displaystyle c(T)} erfolgen z. B. durch dynamische Leistungs(differenz)kalorimetrie. Historisch haben solche Messungen, insbesondere bei tiefen Temperaturen, die Festkörperphysik wesentlich vorangebracht.
Die Formel in der o. g. Definition gibt die mittlere spezifische Wärmekapazität {\displaystyle c\vert _{T_{1}}^{T_{2}}} für das Temperaturintervall {\displaystyle [T_{1},T_{2}]} an.
Für genauere Betrachtungen ist zur wahren spezifischen Wärmekapazität bei der Temperatur {\displaystyle T_{1}} überzugehen, d. h. zum Grenzfall beliebig kleiner Temperaturänderungen:
{\displaystyle c\vert _{T_{1}}=\lim _{T_{2}\rightarrow T_{1}}{\frac {\Delta Q}{m\cdot \Delta T}}=\left.{\frac {1}{m}}{\frac {\mathrm {d} Q}{\mathrm {d} T}}\right|_{T_{1}}}
Bei einem Phasenübergang erster Ordnung (keine Änderung der Temperatur beim Zu- oder Abfluss von Wärme, z. B. Schmelzen) ist die Wärmekapazität nicht definiert, Messwerte divergieren dort. Ein Sprung in {\displaystyle c(T)} zeigt dagegen einen Phasenübergang zweiter Ordnung an, bei dem sich die Anzahl der Freiheitsgrade im Material ändert.

### Weitere Abhängigkeiten
Zudem ist die spezifische Wärmekapazität von der Prozessführung der Erwärmung bzw. Abkühlung abhängig, vor allem bei Gasen. Insbesondere wird zwischen der spezifischen Wärme bei konstantem Volumen {\displaystyle c_{V}} und der bei konstantem Druck {\displaystyle c_{p}} unterschieden. Bei konstantem Volumen kommt die gesamte Wärmezufuhr der Temperaturerhöhung zugute. Wenn sich das Gas jedoch ausdehnen kann, dann wird ein Teil der Wärme für die Verrichtung der Expansionsarbeit aufgewendet und fehlt damit für die Temperaturerhöhung. Deshalb ist bei Gasen {\displaystyle c_{p}} stets größer als {\displaystyle c_{V}}.

### Beziehung zur absoluten Wärmekapazität
Erhöht sich die Temperatur eines Körpers um die Temperaturdifferenz {\displaystyle \Delta T}, so wird dabei die Wärme
{\displaystyle \Delta Q=C\,\Delta T}
übergeben, vorausgesetzt, die Wärmekapazität {\displaystyle C} des Körpers ist in diesem Temperaturintervall zumindest näherungsweise temperaturunabhängig. Es darf damit beim Erwärmen des Gases zu keiner signifikanten Veränderung der inneren Freiheitsgrade kommen, da dies eine Vergrößerung der isochoren Wärmekapazität zur Folge hätte. Grundsätzlich gilt: Je höher die Temperatur wird, desto größer wird auch die isochore Wärmekapazität, da bei höheren Temperaturen immer mehr Freiheitsgrade „auftauen“.
Im Gegensatz zur volumen- oder massebezogenen Wärmekapazität ist die (absolute) Wärmekapazität keine Stoffeigenschaft.
Handelt es sich um einen homogenen Körper, so kann man auch die massespezifische Wärmekapazität angeben:
{\displaystyle \Delta Q=c\,m\,\Delta T}

### Beziehung zur molaren Wärmekapazität
Bezieht man die Wärmekapazität nicht auf die Masse des Stoffes, sondern auf seine Stoffmenge {\displaystyle n}, so lautet obige Gleichung unter Verwendung der molaren Wärmekapazität {\displaystyle C_{\mathrm {m} }} (veraltet auch Molwärme genannt):
{\displaystyle \Delta Q=C_{\mathrm {m} }\,n\,\Delta T}
Zwischen der Wärmekapazität {\displaystyle C}, der spezifischen Wärmekapazität {\displaystyle c} und der molaren Wärmekapazität {\displaystyle C_{\mathrm {m} }} besteht der Zusammenhang
{\displaystyle C=c\,m=C_{\mathrm {m} }\,n}.
Nach Division durch die Stoffmenge {\displaystyle n} wird daraus
{\displaystyle {\frac {C}{n}}=c\,M=C_{\mathrm {m} }}
mit der molaren Masse {\displaystyle M={\tfrac {m}{n}}} und analog bei konstantem Druck bzw. konstantem Volumen
{\displaystyle c_{V}\,M=C_{\mathrm {m} ,V}}
{\displaystyle c_{p}\,M=C_{\mathrm {m} ,p}}
Am Beispiel Kupfer ergibt sich: {\displaystyle c={0{,}38\,\mathrm {\tfrac {J}{g\cdot K}} ,\,M=63\,\mathrm {\tfrac {g}{mol}} \,\Rightarrow C_{\mathrm {m} }=c\cdot M=24\,\mathrm {\tfrac {J}{mol\cdot K}} }}

## Wärmekapazität idealer Gase
Aus den thermodynamischen Zustandsgleichungen des idealen Gases
thermisch: {\displaystyle p\,V=n\,R\,T}
kalorisch: {\displaystyle U=n\,C_{\mathrm {m} ,V}\,T}
und der Definition der Enthalpie:
{\displaystyle H=n\,C_{\mathrm {m} ,p}\,T=U+p\,V}
folgt für die molaren Wärmekapazitäten bei konstantem Volumen {\displaystyle C_{\mathrm {m} ,V}} (isochor) und bei konstantem Druck {\displaystyle C_{\mathrm {m} ,p}} (isobar):
{\displaystyle C_{\mathrm {m} ,p}=C_{\mathrm {m} ,V}+R}
mit der universellen Gaskonstante {\displaystyle R=8{,}314\;\mathrm {\tfrac {J}{mol\;K}} }.
Hierbei stehen die einzelnen Formelzeichen für folgende Größen:
- {\displaystyle p} – Druck
- {\displaystyle V} – Volumen
- {\displaystyle n} – Stoffmenge
- {\displaystyle T} – absolute Temperatur
- {\displaystyle U} – innere Energie
- {\displaystyle H} – Enthalpie

Gegenüber der molaren Wärmekapazität bei konstantem Volumen fällt diejenige bei konstantem Druck größer aus, weil das Gas in diesem Fall beim Erwärmen expandiert und damit gegen den Außendruck Arbeit leistet. Der entsprechende Anteil der zugeführten Wärme kommt nicht der inneren Energie des Gases und damit auch nicht der Temperaturerhöhung zugute. Deshalb muss für eine bestimmte Temperaturerhöhung mehr Wärme zugeführt werden, der Quotient und damit die molare Wärmekapazität vergrößern sich.
Der Isentropenexponent ist definiert als:
{\displaystyle \kappa ={\frac {C_{\mathrm {m} ,p}}{C_{\mathrm {m} ,V}}}={\frac {c_{m,p}}{c_{m,V}}}={\frac {C_{p}}{C_{V}}}={\frac {c_{p}}{c_{V}}}}

### Allgemeiner Fall
In guter Näherung gilt:
Mit {\displaystyle \;C_{\mathrm {m} ,V}={\frac {f}{2}}\,R\;} und {\displaystyle \;C_{\mathrm {m} ,p}={\frac {f+2}{2}}\,R\;} folgt {\displaystyle \;\kappa ={\frac {f+2}{f}}=1+{\frac {2}{f}}\;}
mit der Gesamtzahl {\displaystyle f} der energetischen Freiheitsgrade des betreffenden Moleküls. Unter „Freiheitsgrad“ bei idealen Gasen versteht man in diesem Zusammenhang jede Möglichkeit eines Moleküls, kinetische Energie aufzunehmen. Dementsprechend gibt es Freiheitsgrade der Translation, der Rotation und der Schwingung: 
{\displaystyle f=f_{\mathrm {trans} }+f_{\mathrm {rot} }+f_{\mathrm {vib} }} mit den Anteilen
- {\displaystyle f_{\mathrm {trans} }=3} für die translatorische kinetische Energie des Schwerpunkts
- {\displaystyle f_{\mathrm {rot} }\in \{0,2,3\}} für die Rotationsenergie (Erläuterung s. u.)
- {\displaystyle f_{\mathrm {vib} }=2\,l} für die innere Energie der {\displaystyle l} Normalschwingungen der Atomkerne gegeneinander (jede Schwingung bringt einen zusätzlichen Freiheitsgrad für die kinetische Energie und einen für die potentielle Energie).

### 1-atomiges Gas
Das einfachste Modellsystem betrachtet die Atome als Massenpunkte: {\displaystyle N} Teilchen fliegen in einem Kasten mit Volumen {\displaystyle V} frei umher und üben durch Stöße gegen die Wand einen Druck {\displaystyle p} aus. Im zeitlichen Mittel ergibt sich nach der kinetischen Gastheorie für den Druck auf die Wand die Gleichung:
{\displaystyle p\,V={\frac {2}{3}}\,N\,\langle E_{\mathrm {kin} }\rangle ={\frac {2}{3}}\,n\cdot N_{\mathrm {A} }\,\langle E_{\mathrm {kin} }\rangle \,,}
wobei {\displaystyle \langle E_{\mathrm {kin} }\rangle } die durchschnittliche kinetische Energie eines Teilchens ist. Die Teilchenzahl {\textstyle N=n\cdot N_{\mathrm {A} }} ist über die Avogadro-Konstante {\displaystyle N_{\mathrm {A} }} mit der Stoffmenge verknüpft.
Für die gesamte kinetische Energie aller Teilchen ergibt sich durch Vergleich mit der Zustandsgleichung {\displaystyle \,p\,V=n\,R\,T} des idealen Gases:
{\displaystyle N\,\langle E_{\mathrm {kin} }\rangle ={\frac {3}{2}}\,n\,R\,T}
Dieses Ergebnis folgt auch aus dem Gleichverteilungssatz der statistischen Mechanik, nach dem jedes Teilchen in jedem seiner Freiheitsgrade der Bewegung im Durchschnitt die Energie {\displaystyle k_{\mathrm {B} }T/2} besitzt; mit den drei Freiheitsgraden des einatomigen Gases ergibt sich
{\displaystyle \langle E_{\mathrm {kin} }\rangle ={\frac {3}{2}}\,k_{\mathrm {B} }\,T}
mit der Boltzmann-Konstante {\displaystyle k_{\mathrm {B} }={\tfrac {R}{N_{\mathrm {A} }}}}.
Der Massenpunkt hat {\displaystyle f=f_{\text{trans}}=3} Freiheitsgrade, entsprechend den drei Raumdimensionen. Zwar kann ein einzelnes Atom auch rotieren in dem Sinn, dass es in seinen angeregten Zuständen höheren Drehimpuls hat als im Grundzustand. Diese Zustände entsprechen elektronischen Anregungen und haben Anregungsenergien, die aufgrund der Kleinheit des Massenträgheitsmoments wegen der Drehimpulsquantelung bei mindestens einigen eV liegen, also weit höher als die typische thermische Energie {\displaystyle k_{\mathrm {B} }\,T}, sodass im thermischen Gleichgewicht keine Anregung erfolgen kann {\displaystyle \left(f_{\text{rot}}=0\right)}.
Identifiziert man die thermodynamische innere Energie {\displaystyle U} mit der gesamten kinetischen Energie, so folgt die kalorische Zustandsgleichung des einatomigen idealen Gases:
{\displaystyle U={\frac {3}{2}}\,n\,R\,T}
Daraus folgt:
{\displaystyle C_{\mathrm {m} ,V}={\frac {3}{2}}\,R}
{\displaystyle C_{\mathrm {m} ,p}={\frac {5}{2}}\,R}
{\displaystyle \kappa ={\frac {5}{3}}=1{,}666\ldots }

#### Größerer Temperaturbereich
Diese Werte stimmen mit Messungen an Edelgasen und an Quecksilberdampf hervorragend überein, wenn die Temperatur bzw. der Druck genügend weit über dem Verflüssigungspunkt liegt. Die erste Messung erfolgte im Jahr 1876 an dünnem Quecksilberdampf bei etwa 300 °C. Der über die Schallgeschwindigkeit bestimmte Isentropenexponent {\displaystyle \kappa \approx 1{,}66} bestätigte erstmals, dass freie Atome sich über einen großen Temperaturbereich wie Massenpunkte verhalten.

### 2-atomiges Gas
Das einfachste Modell für ein zweiatomiges Gas ist eine starre Hantel {\displaystyle \left(l=0\Rightarrow f_{\text{vib}}=0\right)}. Sie hat {\displaystyle f_{\text{trans}}=3} Freiheitsgrade für Translationsbewegungen des Schwerpunkts und {\displaystyle f_{\text{rot}}=2} Freiheitsgrade für Rotationen um die beiden Achsen senkrecht zur Hantelachse; die (im makroskopischen mechanischen Modell gegebene) Möglichkeit der Rotation um die Hantelachse wird nicht mitgezählt, da beide Atomkerne auf der Rotationsachse liegen. Daher besitzen sie – wie beim einatomigen Gas – um diese Achse kein Massenträgheitsmoment und damit auch keine Rotationsenergie.
Mit den o. g. {\displaystyle f=3+2=5} Freiheitsgraden folgt aus dem Gleichverteilungssatz:
{\displaystyle U={\frac {5}{2}}\,n\,R\,T}
Daraus folgt:
{\displaystyle C_{\mathrm {m} ,V}={\frac {5}{2}}\,R}
{\displaystyle C_{\mathrm {m} ,p}={\frac {7}{2}}\,R}
{\displaystyle \kappa ={\frac {7}{5}}=1{,}4}
Hierzu passen Messwerte für Sauerstoff, Stickstoff, Wasserstoff etc. unter Normalbedingungen hervorragend.

#### Bei sehr niedrigen Temperaturen
Bei sehr niedrigen Temperaturen gelten die oben genannten Ergebnisse nicht, da die thermische Energie nicht mehr ausreicht, um alle Freiheitsgrade der Bewegung anzuregen. Nach den Regeln der Quantenmechanik kann die Rotationsenergie {\displaystyle E_{\mathrm {rot} }} nur diskrete Werte annehmen, die durch die eine Quantenzahl {\displaystyle J=0,1,2,\ldots \,} beschrieben werden:
{\displaystyle E_{\text{rot}}={\frac {\hbar ^{2}}{2I}}J(J+1)=hc\cdot B\cdot J(J+1)}
Dabei ist {\displaystyle I} das Trägheitsmoment um die Rotationsachse, {\displaystyle \hbar } die reduzierte Planck-Konstante und {\displaystyle B={\frac {\hbar ^{2}}{2Ihc}}} die Rotationskonstante. Die Rotationsenergie nimmt also Werte von {\displaystyle 0,\;2\,hcB,\;6\,hcB,\,\ldots \,} an.
Wenn bei sehr tiefen Temperaturen die Energien, die typischerweise bei Stößen zwischen den Molekülen ausgetauscht werden (näherungsweise gegeben durch die thermische Energie {\displaystyle E_{\text{th}}=k_{\mathrm {B} }\,T}), in der Größenordnung {\displaystyle hcB} oder darunter liegen, können durch die thermischen Stöße keine Rotationen mehr angeregt werden. Die Rotationsfreiheitsgrade „frieren ein“, und die Wärmekapazität sinkt von Werten, die {\displaystyle f=5} entsprechen, auf Werte entsprechend {\displaystyle f=3}.
Dieser Effekt ist am deutlichsten ausgeprägt bei Wasserstoff, der bis zu sehr tiefen Temperaturen gasförmig bleibt und dessen Moleküle das kleinste Trägheitsmoment und damit auch den größten Energieabstand zwischen den Rotationsniveaus haben. Die Rotationskonstante beträgt beim H2-Molekül {\displaystyle B=60{,}9\;\mathrm {cm} ^{-1}} und entspricht einer Temperatur gemäß {\textstyle \Theta _{r}=hcB/k_{\mathrm {B} }=87{,}5\;\mathrm {K} }. Schon beim Deuterium (D2) ist {\displaystyle \Theta _{r}} aufgrund der höheren Masse nur noch halb so groß; beim Stickstoff (N2) liegt der Wert bei 2,9 K. (Speziell beim H2-Molekül kommt noch ein weiterer Quanteneffekt hinzu, weil je nach Einstellung der Kernspins die Quantenzahl {\displaystyle J} nur gerade oder nur ungerade Werte annehmen kann, was zu unterschiedlichen Wärmekapazitäten führt. Siehe hierzu: Ortho- und Parawasserstoff.)

#### Bei hohen Temperaturen
Bei höheren Temperaturen steigen die Molwärmen
{\displaystyle C_{\mathrm {m} ,V}={\frac {7}{2}}\,R}
{\displaystyle C_{\mathrm {m} ,p}={\frac {9}{2}}\,R}
{\displaystyle \kappa ={\frac {9}{7}}\approx 1{,}29.}
Das wird erklärt durch das allmähliche „Auftauen“ der Freiheitsgrade für die Schwingung der beiden Atome gegeneinander, d. h., das Modell der starren Hantel gilt bei hohen Temperaturen nicht mehr:
{\displaystyle l=1\Rightarrow f_{\text{vib}}=2\Rightarrow f=3+2+2=7}
Bei sehr hohen Temperaturen steigen die Molwärmen noch weiter.

### 3-atomiges Gas
Translations- und Rotationsbewegungen bringen je drei Freiheitsgrade:
{\displaystyle f_{\text{trans}}=f_{\text{rot}}=3,}
sofern nicht alle Kerne auf einer Linie liegen (dann gibt es nur zwei Rotationsfreiheitsgrade, Erläuterung s. o. bei zweiatomigem Gas).
Bei größeren Molekülen sind auch Teile der Schwingungsfreiheitsgrade schon bei Normalbedingungen angeregt:
{\displaystyle l\geq 2\Rightarrow f_{\text{vib}}\geq 4\Rightarrow f\geq 10}
Dadurch steigen die Molwärmen höher als bei den 2-atomigen Gasen:
{\displaystyle C_{\mathrm {m} ,V}\geq 5\,R,}
{\displaystyle C_{\mathrm {m} ,p}\geq 6\,R,}
weshalb der Isentropenexponent {\displaystyle \kappa } weiter fällt:
{\displaystyle \kappa \leq {\frac {6}{5}}=1{,}2}
Für Moleküle mit mehr als drei Atomen gelten analoge Überlegungen, wobei die Zahl der Schwingungsbewegungen stark zunimmt, da jetzt auch Torsionsschwingungen, Bewegungen von Fragmenten relativ zueinander etc. auftreten.

## Wärmekapazität von Festkörpern

### Beobachtungen

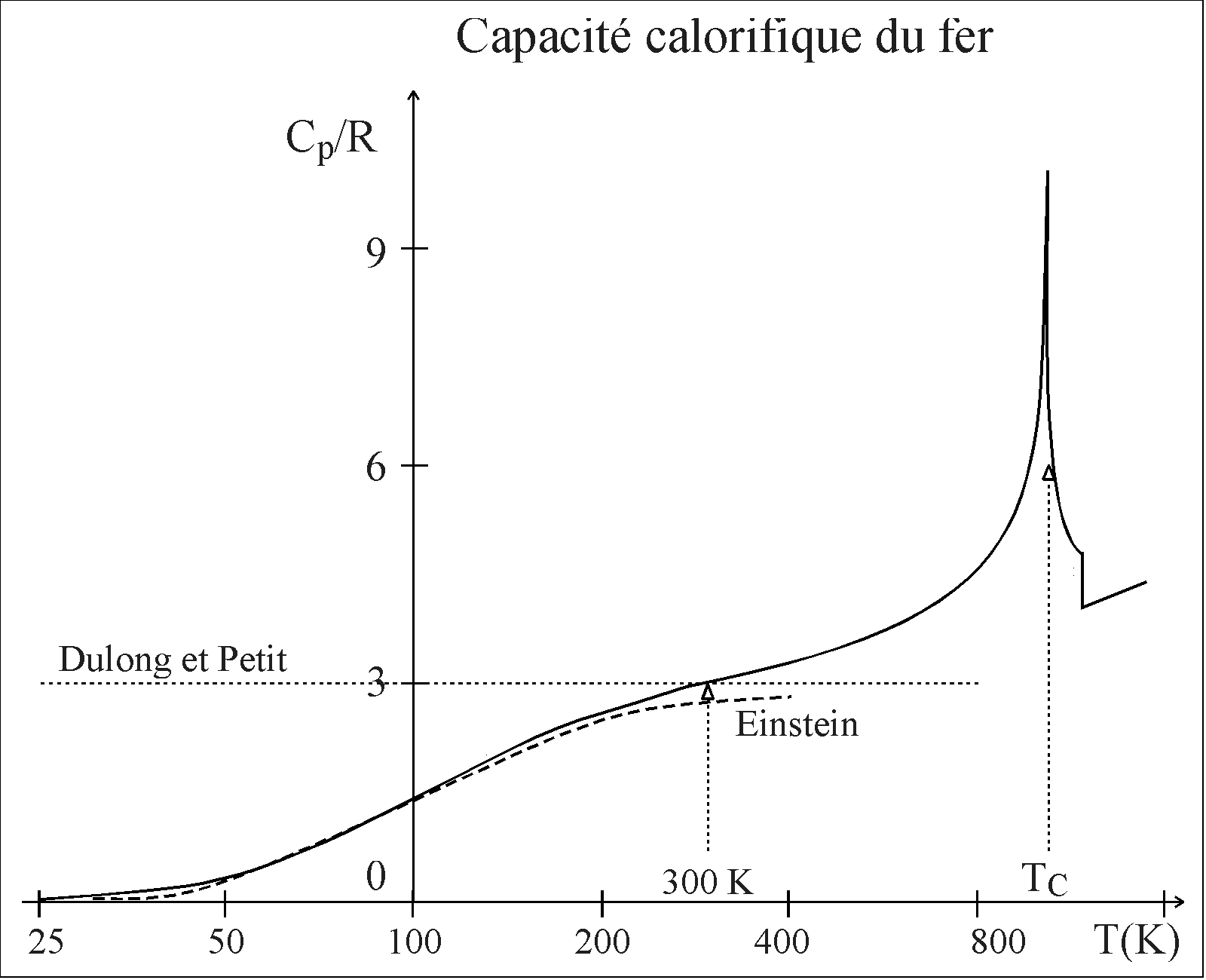
Temperaturverlauf der Wärmekapazität von Eisen (mit Peak bei der Curie-Temperatur)

Die molare Wärme von Festkörpern erreicht nach dem empirisch gefundenen Dulong-Petit-Gesetz bei genügend hohen Temperaturen näherungsweise den gleichen Wert:
{\displaystyle C_{\mathrm {m} }=3\cdot R\approx 25\;\mathrm {\tfrac {J}{mol\cdot K}} }
Zu niedrigen Temperaturen hin nimmt die spezifische Wärme ab, wobei die Form dieser Abhängigkeit für alle Festkörper sehr ähnlich ist, wenn die Temperatur geeignet skaliert wird. Bei sehr tiefer Temperatur nähert die spezifische Wärme sich dem Wert Null, dabei ähnelt der Verlauf für Nichtleiter der Funktion {\displaystyle C_{\mathrm {m} }=f(T^{3})}, für Metalle der Funktion {\displaystyle C_{\mathrm {m} }=f(T)}. Bei ferromagnetischen Materialien wie z. B. Eisen liefert die Änderung der Magnetisierung einen Beitrag zur Wärmekapazität.

### Modellsystem Massenpunkte
Das einfachste Modellsystem des Festkörpers besteht aus {\displaystyle N\gg 1} Massenpunkten, die durch elastische Kräfte an ihre Ruhelage gebunden sind und unabhängig voneinander in jeweils drei Richtungen des Raumes schwingen können. Da jede Schwingung zwei Freiheitsgrade beisteuert, ist die Gesamtzahl der Freiheitsgrade {\displaystyle f=6} und die nach dem Gleichverteilungssatz vorhergesagte molare Wärmekapazität
{\displaystyle C_{\mathrm {m} }={\tfrac {6}{2}}R=3R,}
was mit der Regel von Dulong-Petit übereinstimmt.

### Einstein-Modell
Die Abnahme zu tieferen Temperaturen hin zeigt das Einfrieren der Schwingungen. Albert Einstein nahm 1907 an, dass die Schwingungen aller Teilchen dieselbe Frequenz {\displaystyle \nu } haben und ihre Energie sich nur stufenweise um jeweils {\displaystyle \Delta E=h\cdot \nu } ändern kann ({\displaystyle h} ist die Planck-Konstante).

### Debye-Modell
| Metall    | Debye- Temperatur |
| --------- | ----------------- |
| Eisen     | 0464 K            |
| Aluminium | 0426 K            |
| Magnesium | 0406 K            |
| Kupfer    | 0345 K            |
| Zinn      | 0195 K            |
| Blei      | 096 K             |

Peter Debye verfeinerte das Modell 1912 dahingehend, dass er statt von unabhängigen, individuellen Schwingungen der einzelnen Atome von den elastischen Schwingungen des ganzen Körpers ausging. Bei hoher Temperatur sind sie nach dem Gleichverteilungssatz alle angeregt und ergeben die spezifische Wärme in Übereinstimmung mit dem Wert {\displaystyle C_{\mathrm {m} }=3R}. Sie haben aber je nach Wellenlänge verschiedene Frequenzen, sodass ihre Energiestufen unterschiedlich weit auseinanderliegen und sich daher der Effekt des Einfrierens über einen weiteren Temperaturbereich verteilt. Nach diesem Debye-Modell wird die molare Wärmekapazität in Abhängigkeit von der Temperatur bestimmt:
{\displaystyle c_{V}(T)=9R\cdot \left({\frac {T}{\Theta _{\mathrm {D} }}}\right)^{3}\cdot \int _{0}^{\frac {\Theta _{D}}{T}}{\frac {x^{4}\cdot \mathrm {e} ^{x}}{\left(\mathrm {e} ^{x}-1\right)^{2}}}\,\mathrm {d} x}
Die Debye-Temperatur {\displaystyle \Theta _{\mathrm {D} }} als einzige vom Material abhängige Größe gibt den Wert an, mit dem die Temperatur zu skalieren ist, um eine für alle Stoffe einheitliche Kurve zu erhalten: Etwa bei der Temperatur {\displaystyle T=0{,}2\cdot \Theta _{\mathrm {D} }} ist die molare Wärme auf die Hälfte ihres vollen Werts abgefallen.
Das Debye-Modell stimmt bei allen Temperaturen mit den Messungen an Festkörpern sehr gut überein. Es ergibt insbesondere auch in der Nähe des absoluten Nullpunkts richtig das Anwachsen der Wärmekapazität mit {\displaystyle T^{3}} bei Nichtleitern, während das Einstein-Modell hier ein viel zu schwaches Anwachsen vorhersagt.

### Modellsystem Elektronengas
Bei Metallen wird bei sehr tiefen Temperaturen von {\displaystyle T\lesssim 1K} die {\displaystyle T^{3}}-Abhängigkeit der Wärmekapazität der Gitterschwingungen von einer linearen {\displaystyle T}-Abhängigkeit der Elektronen überdeckt. Um die lineare Abhängigkeit zu verstehen, kann man die Leitungselektronen als entartetes Fermigas auffassen. Mit Hilfe der Fermiverteilung und der Zustandsdichte {\displaystyle D(E_{F})} der Elektronen an der Fermikante lässt sich für niedrige Temperaturen die Temperaturabhängigkeit der Gesamtenergie und folglich auch die Wärmekapazität berechnen. Man erhält:
{\displaystyle c_{v}=\gamma \ T}
mit dem sogenannten Sommerfeld-Koeffizienten {\displaystyle \gamma ={\frac {\pi ^{2}}{3}}D(E_{F})\ k_{B}^{2}}.
Das Ergebnis stimmt mit den Messwerten überein und ist weit geringer, als wenn man die Leitungselektronen als klassisches einatomiges ideales Gas (wie oben) betrachtet, das sich zusätzlich zu den Atomrümpfen im Festkörper befindet. Die Aufklärung dieser Diskrepanz von {\displaystyle {\tfrac {3}{2}}R} gilt als ein wesentlicher Fortschritt in der Festkörperphysik der ersten Hälfte des 20. Jahrhunderts.
Da die Zustandsdichte proportional zur Masse der Elektronen ist, lässt sich durch eine Messung der spezifischen Wärmekapazität bei sehr tiefen Temperaturen die effektive Masse {\displaystyle m_{eff}} der Elektronen im Metall bestimmen. Diese kann in manchen Stoffen aufgrund von Wechselwirkungen mit dem Gitter oder anderen Elektronen erheblich von der Ruhemasse {\displaystyle m_{e}} freier Elektronen abweichen. Auf diese Weise konnte zum Beispiel die Existenz Schwerer Fermionen in einigen Supraleitern nachgewiesen werden.

## Werte für ausgewählte Materialien
Soweit nicht anders angegeben, gelten die nachfolgenden Werte für Standardbedingungen.
| Feststoffe       | c in kJ/(kg·K) |
| ---------------- | -------------- |
| Eis (0 °C)       | 02,06          |
| Gips             | 01,09          |
| Aluminium        | 00,9           |
| Eisen, Gusseisen | 00,45–0,55     |
| Kupfer           | 00,382         |
| Silber           | 00,235         |
| Blei             | 00,129         |

| Flüssigkeiten     | c in kJ/(kg·K) |
| ----------------- | -------------- |
| Wasser            | 04,18          |
| Ethanol, Glycerin | 02,43          |
| Petroleum         | 02,14          |
| Nitromethan       | 01,74          |
| Schwefelsäure     | 01,41          |
| Quecksilber       | 00,139         |

| Gase                 | cp in kJ/(kg·K) |
| -------------------- | --------------- |
| Wasserstoff          | 14,3            |
| Helium               | 05,19           |
| Methan               | 02,16           |
| Wasserdampf (100 °C) | 02,08           |
| Butan                | 01,66           |
| Luft (trocken)       | 01,01           |
| Kohlenstoffdioxid    | 00,846          |
| Argon                | 00,523          |

| Bau-, Dämmstoffe            | c in kJ/(kg·K) |
| --------------------------- | -------------- |
| Holzfaser, Zelluloseflocken | 02,1           |
| Holz                        | ≈1,7           |
| Polystyrol                  | 01,4           |
| Schamotte                   | ≈1             |
| Ziegel                      | 00,84–1,0      |
| Beton                       | 00,88          |
| Mineralfaser                | 00,8           |
| Glas                        | 00,67–0,84     |